# 喬罕·瓦里漢諾夫

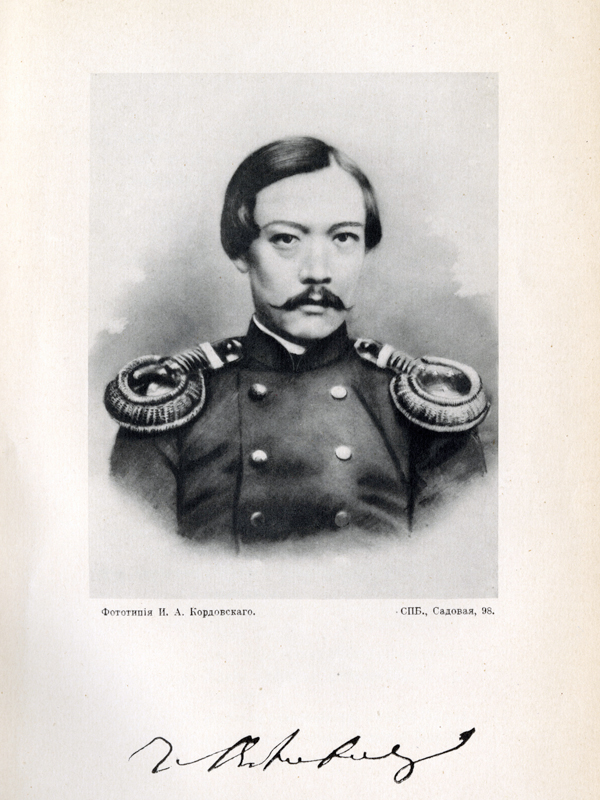
喬罕·瓦里漢諾夫肖像

乔坎·钦吉斯诺维奇·瓦里漢諾夫（拉丁转写：Shoqan Shynghysuly Walikhan，拉丁转写：Shoqan Shynghysuly Walikhanov，1835年11月—1865年4月10日），哈薩克族人類學家、歷史學家、軍人。
他是哈薩克汗國阿布賚汗四世孫，出生於庫斯塔奈州附近，1847年在俄羅斯鄂木斯克軍校就讀，在1850年代前往中亞進行研究。
他主要研究對象是哈薩克族宗教文化和柯爾克孜族史詩瑪纳斯。
他29歲時病死，安葬於阿拉木圖。